# توماس جونز (سياسي أمريكي، مواليد 1742)
توماس جونز (بالإنجليزية: Thomas Jones)‏ هو سياسي أمريكي، ولد في 13 ديسمبر 1742، وتوفي في 30 أكتوبر 1836. انتخب عمدة تشارلستون، كارولاينا الجنوبية (1789 – 1790) وانتخب عمدة تشارلستون.